# 河口镇 (湘潭县)
河口镇，是中华人民共和国湖南省湘潭市湘潭县下辖的一个乡镇级行政单位。

## 行政区划
河口镇下辖以下地区：
新街社区、河口村、月形村、齐力村、先进村、枫树冲村、双板桥村、白米村、中湾村、太和村、三联村、山湖村、天白村、高司村、沙泉村、杨基村、紫塘村、莲托村、双江口村、芦花村、友余村、陶伦村、红旗村、上星桥村、桐家坝村、大坝村、林泉村、易佳村、京竹山村、西林村、新新村、青石冲村、董泉村、古塘桥村、枫树村和石湾村。